# Pisca-alerta

O pisca-alerta é indicado por um triângulo vermelho

O Pisca-alerta é um item de segurança obrigatório em automóveis. Como o próprio nome já diz, ele serve para alertar outros motoristas sobre alguma condição ou situação complexa no trânsito. O código de trânsito brasileiro define o pisca-alerta como uma “luz intermitente do veículo, utilizada em caráter de advertência, destinada a indicar aos demais usuários da via que o veículo está imobilizado ou em situação de emergência”.
Assim como acontece quando se liga uma seta, em que o motorista recebe um sinal sonoro, com o pisca-alerta ocorre a mesma coisa. Este barulho característico da seta e o pisca alerta dos veículos é devido ao componente eletrônico chamado relé, que é responsável pela pulsação do acendimento das setas. Os relés utilizados em veículos são de dois tipos distintos, o relé térmico e o relé eletrônico.